# دييجو كويتا سيلفا
دييجو كويتا سيلفا (بالبرتغالية: Diego Costa Silva‏) (11 مايو 1979 في البرازيل - ) هو لاعب كرة قدم برازيلي في مركز حراسة المرمى. لعب مع أتلتيكو باراناينسي وسانتو أندريه ونادي جوفنتودي ونادي فلومينينسي ونادي فيتوريا سيتوبال ونادي قبله ونادي ليتشويس.

## روابط خارجية
- دييجو كويتا سيلفا على موقع قاعدة بيانات كرة القدم.إي يو (الإنجليزية)
- دييجو كويتا سيلفا على موقع Soccerway.com (الإنجليزية)
- دييجو كويتا سيلفا على موقع عالم كرة القدم.نت (الإنجليزية)
- دييجو كويتا سيلفا على موقع AS.com (الإسبانية)